# Dolmen du Rocher Jacquot
Le dolmen du Rocher Jacquot (ou Jacqiau) est un ensemble de deux allées couvertes situé à Saint-Germain-en-Coglès dans le département français d'Ille-et-Vilaine.

## Protection
Le site est mentionné pour la première fois par Danjou de la Garenne. Il y pratiqua des fouilles archéologiques vers le milieu du XIXe siècle. L'édifice est classé au titre des monuments historiques en 1921.

## Description
Les deux allées couvertes, distantes de 10 m, sont toutes deux orientées selon un axe ouest-nord-ouest/est-sud-est. Elles sont en partie ruinées, leur longueur restante étant d'environ 10 m. Elles se composaient de 10 orthostates pour la première et de 18 pour la seconde, d'une hauteur moyenne de 1 m. Chaque allée n'a conservé qu'une seule table de couverture en place parmi les respectivement 9 et 6 d'origine. Celle de la première allée mesure 3,50 m de long pour 2 m de large et 0,70 m d'épaisseur.
Danjou de la Garenne y recueillit plusieurs poteries et une lame de bronze.

## Folklore
Selon une légende, les démons viennent la nuit pour remettre en place les pierres qui ont été déplacées par les hommes sans y parvenir. Ils dansent et ils chantent tout autour. Selon une autre tradition, les pierres ont été abandonnées sur place par des démons quand ils eurent fini de construire le Mont-Saint-Michel.